# Космос-2285
Космос-2285 је један од преко 2400 совјетских вјештачких сателита лансираних у оквиру програма Космос.
Космос-2285 је лансиран са космодрома Плесецк, СССР, 2. августа 1994. Ракета-носач Космос је поставила сателит у орбиту око планете Земље. 